# Тальнянка
Тальня́нка — річка в Україні, в межах Маньківського (витоки) і Тальнівського районів Черкаської області. Права притока Гірського Тікичу (басейн Південного Бугу).

## Опис
Довжина 36 км, площа водозбірного басейну 223 км². Похил річки 0,9 м/км. Долина завширшки до 2 км, завширшки до 40 м; схили порізані ярами і балками. Заплава асиметрична, у верхів'ях заболочена, завширшки до 300 м. Річище звивисте, завширшки до 5 м. Використовується на господарські потреби.

## Розташування
Тальнянка бере початок на схід від села Роги. Тече спершу на південний схід, у середній течії поступово повертає на північ. Впадає до Гірського Тікичу в межах південної частини міста Тальне.

Міст через Тальнянку у місті Тальне